# ヴィオランテ・ベアトリーチェ・ディ・バヴィエーラ
ヴィオランテ・ベアトリーチェ・ディ・バヴィエーラ（Violante Beatrice di Baviera, 1673年1月23日 - 1731年5月30日）は、トスカーナ大公子妃。フェルディナンド・デ・メディチの妻であり、1717年に死去するまでシエーナの統治者であった。

## 生涯
バイエルン選帝侯領にて、バイエルン選帝侯フェルディナント・マリアの末子として生まれる。1689年にトスカーナ大公国の後継者であった又従兄のフェルディナンド・デ・メディチと結婚した。ヴィオランテ・ベアトリーチェは夫を愛したが、夫のフェルディナントはとても醜いつまらない女だと言い放ち、愛情に報いることはなかった。
義理の弟にあたるジャン・ガストーネ大公子は、同情のうちに彼女の味方となった。この友誼はヴィオランテ・ベアトリーチェが死去するまで続いた。夫であるフェルディナント大公子が1713年に梅毒により死去すると、子供のいない未亡人であるヴィオランテ・ベアトリーチェはトスカーナの宮殿に残された。
コジモ3世の娘であり、義理の妹にあたる選帝侯妃アンナ・マリーア・ルイーザ・デ・メディチが（夫と死別してフィレンツェから）戻ると、彼女の兄マクシミリアン2世エマヌエルの領地であったミュンヘンに隠遁することを考えるようになった。とはいえ、ジャン・ガストーネは彼女が残ることを確信していたし、コジモ3世はシエーナの統治を打診していた。その後、ヴィオランテ・ベアトリーチェは統治者としてシエーナに常駐することとなる。1729年、彼女は公式にシエナのコントラーデと呼ばれる区画の名前と数を定義した。
ジャン・ガストーネが大公位にある間は、正式に宮廷の謁見の資格を認められていた。ヴィオランテ・ベアトリーチェはアンナ・マリーア・ルイーザと協力し、ジャン・ガストーネをRuspantiと呼ばれる猥褻な取り巻きをさまざまな祝宴や公式の行事から遠ざけるよう試みていたが、ジャン・ガストーネはこれらの申し出を退け、彼の治世の最後の8年をベッドで過ごし、数々のRuspantiたちと楽しんだ。